# 마리암 유수프 자말
마리암 유수프 자말 (1984년 9월 16일 ~ )은 바레인의 육상 선수이다. 그녀는 2012년 런던 하계 올림픽 여자 1500m 경기에서 동메달을 획득해 바레인 최초의 올림픽 메달리스트가 되었다. 이후 1위와 2위 선수의 도핑 사실이 발각되면서 금메달로 승격됐다.
그녀는 에티오피아에서 태어났고, 2005 시즌은 그녀의 첫번째 풀 시즌이었다. 자말은 2007년과 2009년 세계 육상 선수권 대회 1500m 경기에서 2연패했다.
그녀는 2008년 베이징 하계 올림픽에서 바레인을 대표했고, 1500m 결승에서 5위를 했다. 자말은 지역 대회에서 많은 성공을 거두었다.

## 같이 보기
- 올림픽 육상 여자 메달리스트 목록